# American McGee
American McGee, född 13 december 1972, är en amerikansk datorspelsdesigner. 
Vid 21 års ålder fick han anställning på id Software som telefonsupport men blev snart speldesigner. På id arbetade han bland annat med Doom, Doom II och Quake. Efter att ha lämnat id 1998 arbetade McGee åt Electronic Arts, där han designade American McGee's Alice (2000) som fick goda betyg och kom att bli en kultklassiker.
2007 grundande McGee datorspelsföretaget Spicy Horse tillsammans med Anthony Jacobson och Adam Lang. Företaget kom att utveckla ett flertal spel, däribland Alice: Madness Returns, innan det lades ner i juli 2016.